# 핀 (스타워즈)
핀(Finn)은 스톰트루퍼였던 FN-2187였으며 탈영한 인물이다.

## 상세
포 다메론과 동행하여 퍼스트 오더 타이 파이터의 탑승하게 되고 탈영하게 된다. 이후 자쿠 행성으로 추락하여 레이와 BB-8을 만나게 된다.